# Atsuko Tanaka (artiste)
Pour les articles homonymes, voir Atsuko Tanaka et Tanaka.
Atsuko Tanaka (田中 敦子, Tanaka Atsuko), née le 10 février 1932 à Ōsaka et morte  le 3 décembre 2005, est une artiste contemporaine japonaise,.

## Biographie
Atsuko Tanaka a été l'une des chefs de file du mouvement d'avant-garde Gutai qui a eu un impact déterminant sur la scène artistique japonaise à partir de 1955.
Elle est mondialement connue pour sa robe lumineuse, formée de centaines de tubes lumineux et qu'elle porta elle-même à l'exposition Gutai de 1956.
Elle évolue ensuite vers une abstraction géométrique, riche et colorée.
Atsuko Tanaka a vécu et travaillé à Nara. Elle est morte en 2005, à l'âge de 68 ans.

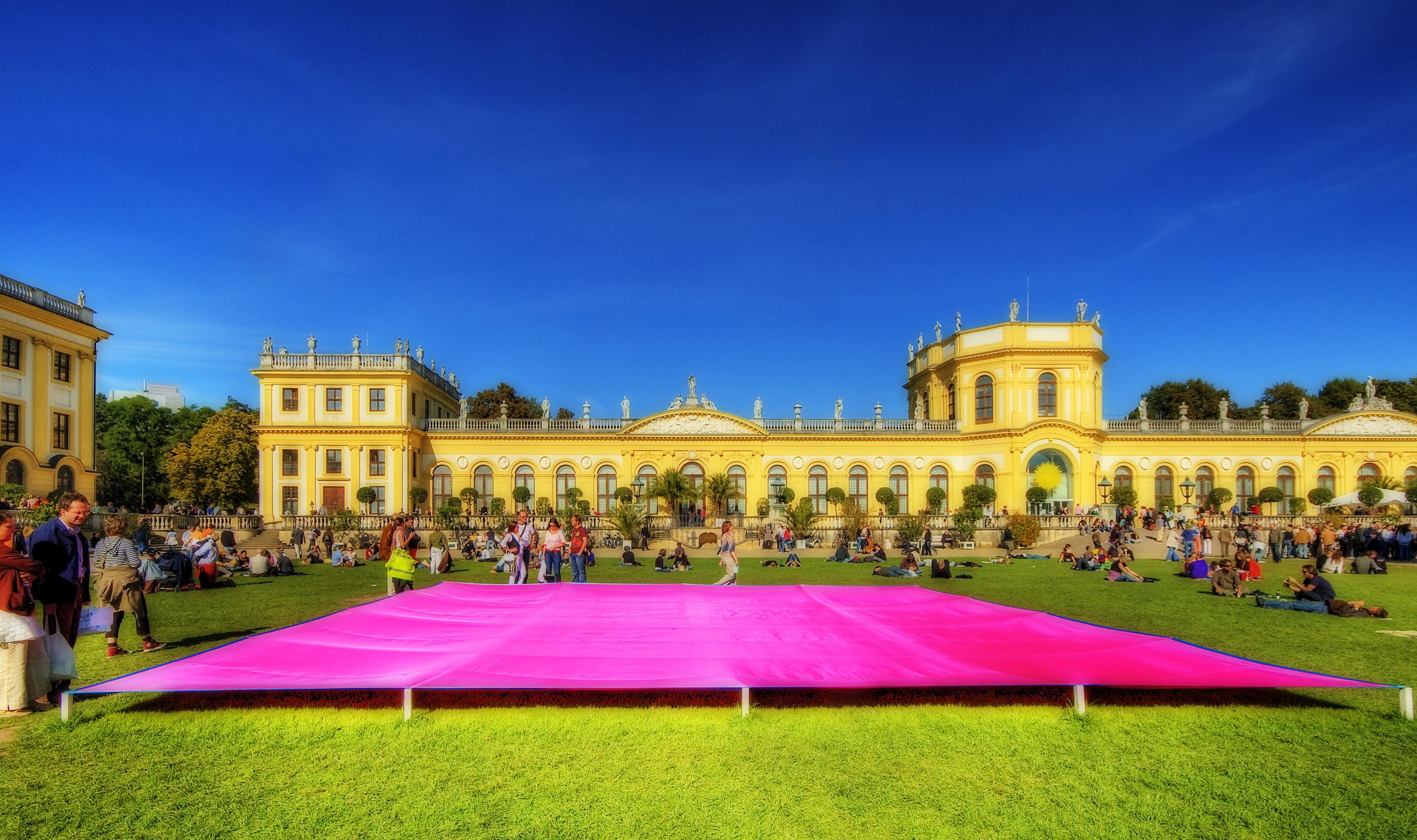
Tokyo Work 1955, reconstruction à la documenta 12 à Cassel, en septembre 2007.